# Ceratostomella excelsior
Ceratostomella excelsior är en svampart som tillhör divisionen sporsäcksvampar, och som beskrevs av Victor Mouton. Ceratostomella excelsior ingår i släktet Ceratostomella, klassen Sordariomycetes, divisionen sporsäcksvampar och riket svampar. Arten är reproducerande i Sverige.